# Fraipont (plaats)
Fraipont is een plaats en deelgemeente van de Belgische gemeente Trooz.
Fraipont ligt in de provincie Luik en was tot 1 januari 1977 een zelfstandige gemeente.

## Geschiedenis
Fraipont bestaat uit twee gedeelten: Basse-Fraipont en Haute-Fraipont.

### Basse-Fraipont
Basse-Fraipont ligt aan de Vesder, het behoorde tot het Karolingische Domein van Jupille en later viel het rechtstreeks onder het Prinsbisdom Luik. Omstreeks het midden van de 18e eeuw werd de heerlijkheid uitgegeven en later verkocht. Kerkelijk behoorde Basse-Fraipont tot de parochie van Olne, en het kreeg in 1698 een kapel, die in 1788 werd verheven tot parochiekerk, gewijd aan Sint-Gillis.

### Haute-Fraipont
Haute-Fraipont ligt hoger op de helling naar de Ardennen, aan de linkeroever van de Vesder. Het behoorde toe aan het Abdijvorstendom Stavelot-Malmedy en de heerlijkheid was tot eind 17e eeuw in bezit van de familie De Fraipont, die eveneens afhankelijk was van de Voogdij van Louveigné. Kerkelijk behoorde Haute-Fraipont tot de parochie van Louveigné.

### Industrie
Eind 16e eeuw kwam er metallurgische industrie aan de oevers van de Vesder, en wel een hoogovenbedrijf. In het eerste kwart van de 17e eeuw kwam er een pletterij die ijzerplaten vervaardigde en daarna een fabriek waar kanonslopen werden uitgeboord. Vanaf 1819 was er ook een walserij in werking.

## Demografische ontwikkeling
- Bronnen:NIS, Opm:1831 tot en met 1970=volkstellingen, 1976= inwoneraantal op 31 december

## Bezienswaardigheden
- Sint-Gilliskerk
- Kasteel van Haute-Fraipont

## Verkeer en vervoer
Fraipont wordt bediend door spoorlijn 37 van Luik naar Verviers, waar station Fraipont een onderdeel van uitmaakt. Ook de spoorwegtunnel van Fraipont maakt deel uit van deze spoorlijn. Ook de gewestweg N61 doet Fraipont aan.

## Afbeeldingen

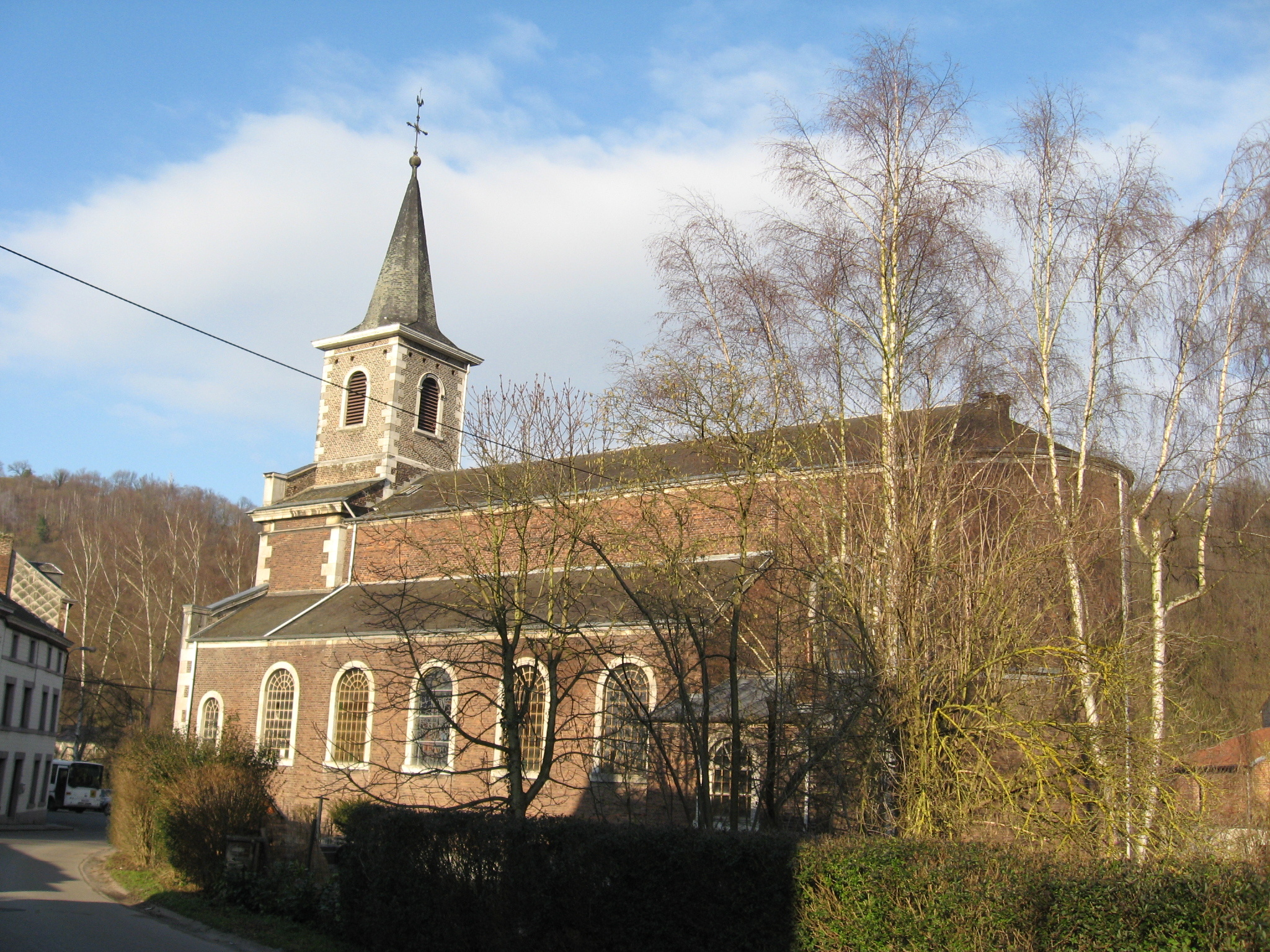
De Sint-Gilliskerk
Kasteel van Haute-Fraipont
Slotkapel van het kasteel van Haute-Fraipont
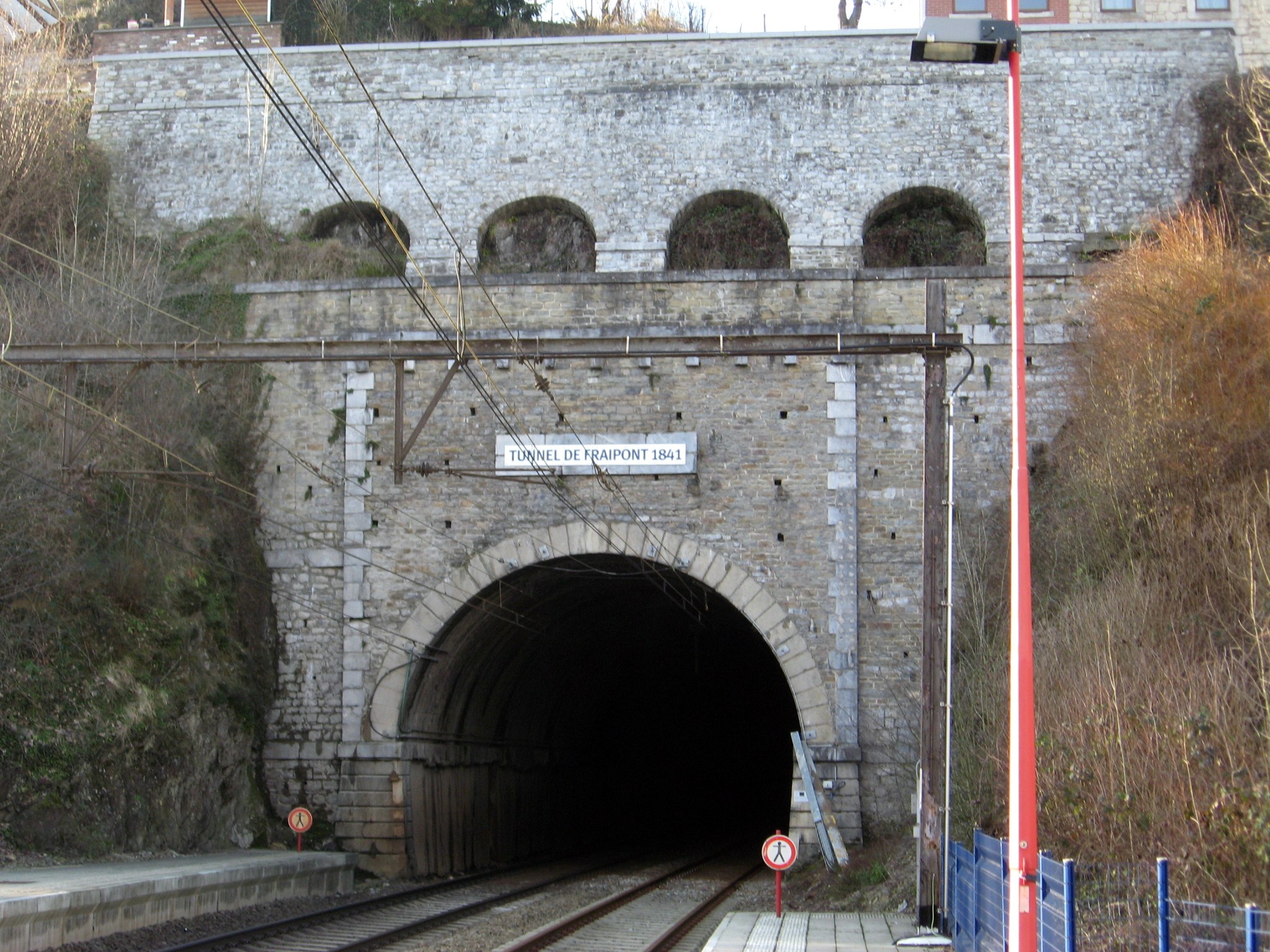
De treintunnel van Fraipont

## Natuur en landschap
Basse-Fraipont ligt in het dal van de Vesder op een hoogte van ongeveer 130 meter. In het zuiden liggen de Ardennen en het dal van de Ruisseau de Havegne, welke in de Vesder uitmondt. Vooral in het zuiden liggen veel bossen, maar ook de noordelijke hellingen naar het Plateau van Herve zijn bosrijk. Weg en spoorlijn kronkelen beurtelings langs de linkeroever en de rechteroever van de Vesder, terwijl de spoorlijn bovendien rijk aan tunnels is.

## Nabijgelegen kernen
Nessonvaux, Trooz, Andoumont, Banneux